# Ulrich Morgenstern
Ulrich Morgenstern (* 1964 in Gießen) ist ein deutscher Musikwissenschaftler.

## Leben
Er erwarb 1993 den M.A. in Systematischer Musikwissenschaft und Ostslawistik, 2003 die Promotion (Systematische Musikwissenschaft) und die Habilitation 2011 mit Schwerpunkt Volksmusikforschung / Vergleichende Musikwissenschaft jeweils an der Universität Hamburg. Er hatte Vertretungsprofessuren an der Johann Wolfgang Goethe-Universität Frankfurt am Main (2009–2011) und der Universität zu Köln (2012) inne. 2012 folgte er dem Ruf an die Universität für Musik und darstellende Kunst Wien auf die Professur für Geschichte und Theorie der Volksmusik. Feldforschungen (seit 1989) führten ihn in das europäische Russland, Belarus, Ungarn, Kroatien, Österreich und Rumänien.
Schwerpunkte seiner wissenschaftlichen Arbeit sind europäische Volksmusik und Volksmusikinstrumente, instrumentale Mehrstimmigkeit, Geschichte der Volksmusikforschung und Musikanthropologie in Europa, europäische Revival-Bewegungen sowie Volksmusikforschung, Ethnomusikologie und politische Ideologien.
Morgenstern ist Mitglied im Netzwerk Wissenschaftsfreiheit e.V. Neben seiner Arbeit als Hochschullehrer ist Morgenstern auch publizistisch tätig. Unter anderem veröffentlichte er Artikel und Gastkommentare in den bürgerlich-konservativen Tageszeitungen Frankfurter Allgemeine Zeitung (gemeinsam mit Susanne Schröter) und Die Presse sowie im rechten Blog Die Achse des Guten. Seine publizistischen Beiträge setzen sich vor allem kritisch, teils polemisch, mit den Postcolonial Studies und verwandten Forschungsbereichen sowie linker Kunst und Kultur auseinander. Als intellektuelle Einflüsse nennt Morgenstern Jordan Peterson, Bari Weiss und Steven Pinker. Die Positionen Morgensterns werden einerseits teils positiv rezipiert, etwa von Ron Kubsch oder Geoffrey Clarfield. Andererseits werfen Kritiker von Morgensterns Beiträgen ihm unter anderem ein oberflächliches Verständnis der Geschichte der Postcolonial Studies bzw. eine verzerrte Darstellung ihrer Inhalte vor sowie argumentative Mängel.

## Ausgewählte Schriften
- Volksmusikinstrumente und instrumentale Volksmusik in Rußland (= Studia Slavica Musicologica. Band 2). Verlag Ernst Kuhn, Berlin 1995, ISBN 3-92-886419-X.
- Die Musik der Skobari. Studien zu lokalen Traditionen instrumentaler Volksmusik im Gebiet Pskov (Nordwestrußland). Cuvillier Verlag, Göttingen 2007, Band 1: ISBN 978-3-86727-402-9, Band 2: ISBN 978-3-86727-403-6.